# Борисяк Олексій Олексійович
 Олексі́й Олексі́йович Борися́к (* 3 серпня 1872, м. Ромни, Сумщина — † 25 лютого 1944) — український геолог і палеонтолог, академік АН СРСР (з 1929, член-кореспондент з 1921).

## Біографія
Народився в місті Ромни на Сумщині. Онук професора Харківського університету Н. Д. Борисяка, одного з перших дослідників Донецького кам'яновугільного басейну, а по материнській лінії — онук одного з героїв Севастопольської кампанії 1855—1856 років полковника Ползикова. Сім'я була висококультурною. Мати, відома піаністка, приклала всі зусилля для того, щоб дати Олексію і його двом молодшим братам хорошу освіту, зокрема музичну, добрі знання іноземних мов і художньої літератури.
Батько Олексія працював на будівництві залізниць, тому сім'я часто переїздила (Ромни, Суми, Кременчук, Петербург, Кобрин, Брест-Литовськ, Самара). Середню освіту здобув в Самарській гімназії, де на випускному вечорі разом з документом про середню освіту отримав Золоту медаль за особливі успіхи в навчанні. Займався самоосвітою, читанням художньої літератури і літератури з громадсько-політичних питань..
1896 закінчив Петербурзький гірничий інститут. По закінченні Гірничого інституту поступив асистентом у геологічний комітет. За дорученням Геологічного комітету 1897—1898 проводив геологічні дослідження в колишньому Ізюмському повіті на Харківщині, а 1900—1913 в Криму.
Важка хвороба змусила перенести роботу в Крим, а з 1912 року зовсім відмовитися від особистої участі в польових роботах.
З 1911 — викладач, потім професор Петербурзького гірничого інституту. Після 1917 брав активну участь в його реорганізації.
1923 — обраний членом-кореспондентом, а в січні 1929 — дійсним членом Академії наук СРСР.
З 1930 — організатор і перший директор Палеонтологічного інституту AH СРСР. Працював директором Палеонтологічного інституту до дня смерті 25 лютого 1944 року.

## Наукова діяльність
Найвідоміші праці присвячені проблемам еволюційної палеонтології. Описав нові роди і види викопних ссавців, зокрема велетенського олігоценового індрикотерія. Розвиток організмів тісно пов'язував з еволюцією земної кори. Належить низка робіт по пластинчатозябрових і головоногих молюсках. Вивчення викопних хребетних почав 1908 року, коли в сарматських відкладах поблизу Севастополя виявив так звану гіппаріонову фауну ссавців. Досконало вивчив і описав деяких цікавих представників, серед них різноманітні носороги, в тому числі гігантський «індрикотерій». Роботи про викопних ссавців надали О. Борисяку славу одного з найвідоміших палеонтологів XX століття.
Тривалий час брав участь у роботах з вивчення геології Криму, ставши одним з найкращих її знавців. Вперше виявив системний розвиток зсувів і обвалів на південному березі Криму і встановив їхній основний тип. Ці зсуви та обвали, важливі не лише для вивчення геологічної історії, а й для економічного життя Криму, тільки після досліджень вченого отримали належну увагу. В 1921 році під редакцією Олексія Борисяка видана десятиверстна геологічна карта Криму.
В 1904—1916 опублікував ряд монографій про черевоногих і головоногих молюсків з юрських відкладів Донбасу та інших місць, разом з М. М. Яковлевим склав геологічну карту північно-західної окраїни Донбасу, де вперше показав тріасові відклади, детально висвітлив тектоніку цього району.
Олексій Борисяк — відомий педагог і популяризатор науки, написав чимало науково-популярних статей. Незважаючи на слабке здоров'я, О. Борисяк багато часу приділяв організаційній роботі. Декан гірничого інституту, завідувач палеонтологічною секцією Геологічного інституту, член Президії Академії наук, редактор ряду значних видань — це лише частина його обов'язків. Був організатором палеонтологічних досліджень в СРСР.
Автор підручників «Курс палеонтології», ч. 1 (1905), ч. 2 (1906), ч. З (1919), «Курс історичної геології» (вид. 4, 1935).

## Нагороди
- Сталінська премія, 1943